# برنس بو
برنس بو (بالإنجليزية: Prince Po) هو رابر أمريكي، ولد في 12 أغسطس 1969 في كوينز في الولايات المتحدة.

## وصلات خارجية
- برنس بو على موقع IMDb (الإنجليزية)
- برنس بو على موقع ميوزك برينز (الإنجليزية)
- برنس بو على موقع أول ميوزيك (الإنجليزية)
- برنس بو على موقع ديسكوغز (الإنجليزية)
- برنس بو على موقع ديسكوغز (الإنجليزية)